# Хороднік-де-Сус
Хороднік-де-Сус (рум. Horodnic de Sus) — комуна у повіті Сучава в Румунії. До складу комуни входить єдине село Хороднік-де-Сус.
Комуна розташована на відстані 378 км на північ від Бухареста, 38 км на північний захід від Сучави.

## Населення
У 2009 року у комуні проживали 4846 осіб.

## Зовнішні посилання
- Дані про комуну Хороднік-де-Сус на сайті Ghidul Primăriilor